# Войно-Оранские
Войно-Оранские (пол. Orański) — дворянский род.
Польский дворянский род, русского происхождения, герба Косцеша, ныне состоящий в русском подданстве. Предки их Михно и Андрей Оранские упоминаются в метрике Волынской в 1528 г. Гедеон Войно-Оранский был в 1674 г. греко-униатским епископом холмским, а брат его Пахомий, в то же время — епископом пинским.
Ближайший родоначальник ныне существующего рода, Андрей-Казимир Войно-Оранский, был в 1711 г. подчашим сохачевским. Его потомки внесены в I часть родословных книг Витебской и Минской губерний.
Известно, что ныне живущие Потомки жили в северо-восточной Америке, Бразилии и Европе после Второй мировой войны.